# 핑크 팬더 (등장인물)
핑크 팬더(The Pink Panther)는 동명의 단편 애니메이션에 등장하는 주인공으로, 분홍색 표범이다. 핑크팬더는 1963년에 제작된 영화의 시작과 끝 장면 애니메이션에 등장하였다. 이 애니메이션으로 인기를 얻은 핑크팬더는 A Shot in the Dark, Inspactor Clouseau를 제외한 전 핑크 팬더 영화에 등장하였다. 핑크 팬더는 124편의 단편 애니메이션(영화와 TV방송용을 다 포함), 10개의 텔레비전 쇼, 3개의 텔레비전 특별판에 등장하였다.

## DePatie-Freleng / 유나이티드 아티스트에서 제작한 만화
최초의 핑크 팬더는 영화제목 부분에 등장하였으며, Friz Freleng가 감독하였다. 관객들이 이 만화에 호응을 가지자 유나이티드 아티스트측에서는 Friz Freleng과 그가 다니던 DePatie-Freleng Enterprises 스튜디오를 고용하여 몇년간의 극장판 단편 핑크팬더 만화를 제작하기로 하였다.
1964년 핑크팬더가 시작되었을때(Pink Phink)에서 핑크팬더는 작고 코가 긴 하얀사람의 페인트 칠을 방해하는 걸로 나왔는데, 사실 이 남자는 Friz Freleng의 캐리커쳐였다. (이 등장인물은 공식적으로 "사람, The Man"으로 알려졌다.) Pink Phink에서 하얀 사람은 열심히 푸른색으로 집을 색칠하지만, 핑크팬더는 열심히 핑크색을 칠함으로 그를 방해한다. 이 Pink Phink는 1964년 단편 애니메이션 상을 수상하였으며, 핑크팬더와 하얀 사람과의 대립을 다룬 이야기는 성공적으로 개봉되었다.
초기 핑크 팬더 만화에서, 핑크팬더는 보통 조용하지만 Sink Pink와 Pink Ice 두 에피소드에선 말을 하는데, 원 영화의 데이비드 니벤을 모델로 하여 리치 리틀이 목소리를 맡았다. 나중에 리틀은 Trail of the Pink Panther과 Curse of the Pink Panther에서 니벤의 목소리를 맡았다.
모든 핑크팬더 만화에는 Henry Mancini가 1963년 작곡한 독특한 재즈풍의 주제곡과 더불어 Walter Greene 혹은 William Lava가 작곡한 음악이 들어가 있다.

## The Pink Panther Show
1969년 가을, 핑크팬더 만화는 토요일 저녁에 NBC에서 핑크팬더 쇼라는 이름으로 방영되었다.
핑크팬더 단편 만화는 처음에 방송에서 먼저 내보내고 나중에 유나이티드 아티스트 측에서 극장으로 내놓는 형식을 사용하고 있었다. 이 쇼에선 The Ant and the Aardvark, Tijuana Toads, Hoot Kloot, Misterjaw, The Inspector같은 다른 자매 프로그램도 방송되었다.
1976년, 반시간짜리 프로그램이 90분짜리로 늘어나면서 The Pink Panther Laugh and a Half Hour and a Half Show란 이름으로 바꾸게 되나, 1977년 다시 30분짜리로 돌아가게 된다.

## 그 후의 텔레비전 시리즈와 특별판
핑크팬더 극장판이 다 끝난후, DePatie-Freleng에서는 ABC에서 방영할 텔레비전 특별판인 "A Pink Christmas", "Olympinks", "Pink At First Sight"등을 제작하게 된다.
이 스튜디오는 마벨 코믹스에서 1981년에 인수하였으며, Hanna-Barbera 프로덕션에서는 라이선스를 받아 1984년 토요일 아침을 겨냥한 Pink Panther and Sons을 내놓게 된다.
1993년, MGM에서 핑크 팬더 만화를 내놓게 되고, 핑크팬더의 목소리는 Matt Frewer가 맡았다.
2007년 6월, MGM과 루비콘 애니메이션이 공동작업하여 젊은 핑크 팬더와 친구들과 베리와 핑크팬더가 등장하는 Pink Panther and Pals, Pink Ancient Momomiya 내놓게 된다. 26에피소드로 구성된 이 시리즈는 2009년 가을부터 카툰네트워크에서 방송되기 시작하였다.
1980년 초기에 유나이티드 아티스트를 인수한 MGM측에서는 핑크팬더 프랜차이즈의 부수적인 저작권과 등록 상표를 가지고 있다. 1993년 10월 18일부터 1995년 4월 12일까지 MBC에서 방영되었다.